# Epístola de los corintios a Pablo
La Epístola de los Corintios a Pablo es una obra de los apócrifos del Nuevo Testamento, y originalmente formó parte de los Hechos de Pablo, aunque más tarde se separó y circuló por separado. Fue una respuesta a una carta que Pablo escribió al asentamiento cristiano que había fundado en Grecia.

## Contenido
Pablo escribió su primera carta a los corintios en el año 50. El texto de esta carta se perdió más tarde y es desconocido para los eruditos actuales. Los corintios respondieron con una serie de preguntas. Este escrito afirma describir las enseñanzas de Simon Mago, incluidas las ideas de que Dios no era  todopoderoso, que la  resurrección era falsa, que Cristo no era verdaderamente corporal Dios encarnado (es decir, Docetismo), que los ángeles hicieron el mundo (ver Demiurgo), y que los profetas eran inexactos. Una respuesta a esta carta de Pablo también aparece en los Hechos de Pablo y se conoce como la Tercera epístola a los corintios. La respuesta de Pablo a esta carta más tarde se convirtió en 1 Corintios.

## Autoría
Se cree que la Epístola de los Corintios a Pablo fue escrita por un escritor ortodoxo, alegando autoridad apostólica contra docéticos y gnósticos enemigos. A pesar de haber sido ampliamente reconocido por no haber sido escrito por Pablo en la antigüedad, durante un período esta epístola y su respuesta aparecieron en la Biblia armenia.